# اندیس چاه مسی۱
چاه مسی۱ یک اندیس فلزی است که در حوالی شهر شهر بابک استان کرمان قرار دارد و مادهٔ معدنی موجود در آن، طلا است.  